# 竹内敬三
竹内 敬三（たけうち けいぞう、1948年8月13日 - ）は、日本の技術者、実業家。鹿島石油代表取締役社長や、芝浦工業大学大学院教授、石油コンビナート高度統合運営技術研究組合理事長等を歴任した。

## 人物・経歴
神奈川県出身。1972年東京工業大学化学工学科卒業、日本石油（のちのENEOS）入社。2003年執行役員技術部長。2005年常務取締役水島製油所長。2010年JX日鉱日石エネルギー（現・ENEOS）取締役副社長、石油コンビナート高度統合運営技術研究組合理事長。2011年鹿島石油代表取締役社長。2013年鹿島石油顧問。2014年E&Eリサーチ設立、同社代表取締役。芝浦工業大学大学院工学マネジメント研究科工学マネジメント専攻教授なども務めた。柔道4段。